# Chester Nimitz
Chester William Nimitz (Fredericksburg, 24 de febrero de 1885-Yerba Buena Island, 20 de febrero de 1966) fue un almirante y comandante en jefe estadounidense de las Fuerzas Aliadas durante la Segunda Guerra Mundial.
Fue la principal autoridad de los submarinos de guerra, jefe de la Armada de los Estados Unidos en 1939 y también almirante de flota. La casa en la que vivió con su madre Anna (su padre murió antes de que él naciera) es en la actualidad un museo.

## Primeros años de vida
Chester se sintió fuertemente influenciado por su abuelo Charles, un antiguo marinero de la Marina Mercante Alemana, quien le enseñó que «el mar, como la vida en sí, es muy complicado. La mejor forma de conseguir todo lo que quieres es aprender todo lo que puedas, hacer tu mejor esfuerzo y no preocuparte de las cosas que escapen a tu control».
De joven, Nimitz esperaba ansioso ingresar a la Academia Militar de los Estados Unidos, su principal sueño era ser oficial de las Fuerzas Armadas de los Estados Unidos, pero no había plazas disponibles. El miembro del congreso James Slayden le comunicó que iba a conceder una plaza al candidato mejor cualificado, por lo cual Chester sintió que esa era su gran oportunidad. Poco tiempo después ingresó en la Academia Naval de los Estados Unidos del décimo segundo distrito del congreso de Texas, en 1901 y en 1905 consiguió el séptimo lugar de su clase de 144 alumnos.

## Carrera militar

### Inicios

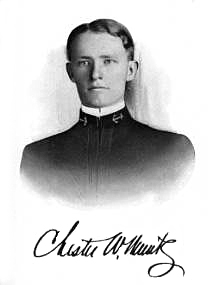
Nimitz en su juventud como cadete naval en Annapolis (fecha no conocida)

Nimitz embarcó en el acorazado USS Ohio (BB-12), con el cual viajó a Extremo Oriente. En septiembre de 1906 fue transferido al crucero USS Baltimore (C-3). A partir de 1907 desempeñó sus servicios en el USS Panay, USS Decatur (DD-5) y el USS Denver (C-14). Mientras se encontraba en Filipinas a los 22 años, vivió uno de los peores momentos de su carrera cuando, durante una noche oscura, él y su tripulación encallaron. Aunque nunca existieron documentos ni declaraciones fiables del hecho, Nimitz fue juzgado y condenado por el consejo de guerra por aventurarse con una nave de la Marina y por una supuesta negligencia al no relatar los hechos al comandante. Esto pudo significar el final de su carrera militar. No obstante, años después logró ganarse nuevamente el respeto del consejo.
Para 1909 ya había regresado a los Estados Unidos, donde comenzó a instruirse en el primer submarino de la flota. En mayo del mismo año fue designado comandante del mismo, con el deber adicional de ser comandante del USS Plunger (SS-2) (más tarde rebautizado A-1). También fue quien dirigió al USS Snapper (SS-16), (más tarde rebautizado C-5) cuando fue puesto en servicio el 2 de febrero de 1910, y el 18 de noviembre asumió el comando del USS Narwhal (SS-17) (más tarde rebautizado D-1). En este último, el 10 de octubre de 1911 estuvo como tercer comandante de la Submarine Division Atlantic Torpedo Fleet. En noviembre del mismo año fue destinado al Boston Navy Yard para ayudar en el equipamiento del USS Skipjac (SS-24), asumiendo también el mando de este submarino. El 20 de marzo de 1912 rescató a un bombero de segunda clase de ahogarse.
Después de comandar la Atlantic Submarine Fleet durante un año (de marzo de 1912 a marzo de 1913), supervisó la construcción de los motores diésel del petrolero USS Maumee (AO-2) a cargo de la New London Ship y la Engine Building Company, en Groton, Connecticut.

### Primera Guerra Mundial
Durante el verano de 1913, Nimitz se encargó de estudiar todo lo relacionado con los motores diésel de las plantas de Núremberg, Alemania, y de Gante, en Bélgica. Volviendo al New York Navy Yard, fue ejecutivo e ingeniero del Maumee el 23 de octubre de 1916.
El 10 de agosto de 1917, Nimitz se convirtió en asistente del almirante Samuel S. Robinson, que era el Comandante de la Fuerza de Submarinos de la Flota Atlántica EE.UU (COMSUBLANT). El 6 de febrero de 1918 fue designado jefe de personal, por lo que recibió una carta de felicitaciones por sus servicios meritorios.

### Período de entreguerras
De mayo de 1919 a junio de 1920 sirvió como Segundo Comandante en el USS South Carolina (BB-26), y como deber adicional se le ordenó también al USS Chicago (CA-14), con base en Pearl Harbor. En junio de 1922 volvió a los Estados Unidos para estudiar en el Naval War College de Newport, Rhode Island. Un año más tarde se convirtió en jefe de personal y comandante de la Battle Fleet, y más tarde en comandante en jefe. En agosto de 1926 se trasladó a la Universidad de California, en Berkeley, donde estableció la primera unidad naval de entrenamiento de oficiales de reserva de la Marina.
Durante este período Nimitz vio acortada su carrera cuando perdió un dedo al atorársele el anillo en un motor diésel. Casi al mismo tiempo sufrió una pérdida casi total de audición en uno de sus oídos, lo que compensó entrenándose para leer labios.
En junio de 1929 tomó el comando de la División Submarina número 20. Dos años después asumió el mando del USS Rigel (AR-11). En octubre de 1933 viajó al Extremo Oriente al mando del USS Augusta (CA-31), donde en diciembre hizo de buque insignia de la flota asiática. En abril de 1935 volvió para convertirse en jefe auxiliar de la oficina de navegación. En septiembre de 1938 tomó el comando de la División 1, y el 15 de junio de 1939 fue designado jefe de la oficina de navegación.

### Segunda Guerra Mundial

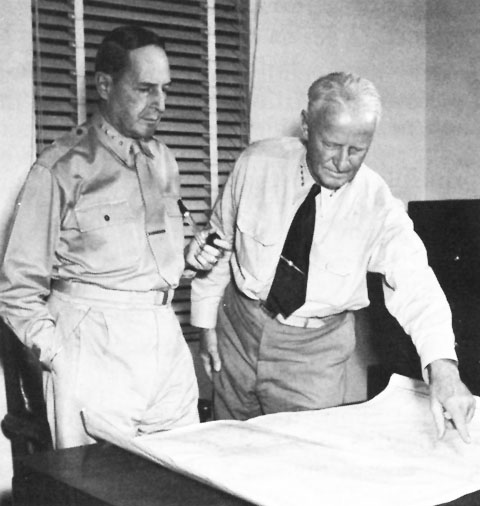
Chester W. Nimitz y el General Douglas MacArthur.

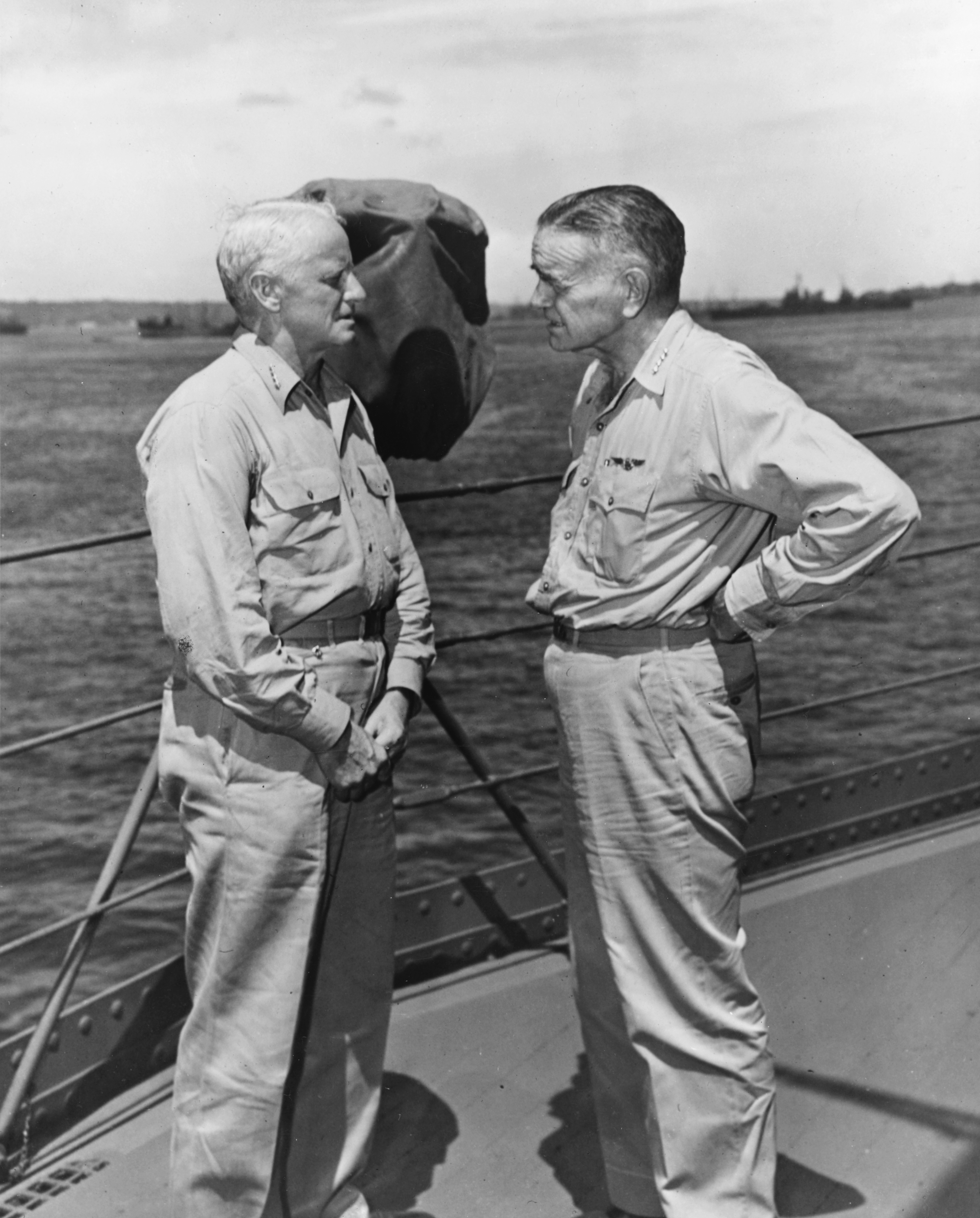
Nimitz junto al almirante William F. Halsey en 1943.

Diez días después del ataque a Pearl Harbor el 7 de diciembre de 1941, fue seleccionado por el mismo presidente de los Estados Unidos como comandante en jefe de la flota estadounidense del Pacífico (CINCPAC), haciéndose efectivo su rango de almirante a partir del 31 de diciembre. Nimitz abordó con energía y sensatez una tarea ardua para restablecer la confianza en los altos mandos y utilizar todos los medios de inteligencia a su alcance para elaborar sus estrategias. Aunque le tocó asumir el cargo en el período más crítico de la Guerra del Pacífico, el comandante Nimitz logró organizar con éxito sus fuerzas para parar el ataque japonés, a pesar de haber sido derrotado en algunas batallas y haber sufrido numerosas pérdidas de hombres, naves y aeroplanos.
Una de las cualidades más importantes que lo llevaron al éxito fue la mutua lealtad que compartía con su personal, especialmente con el almirante Kimmel, quien no le culpó por reemplazarlo en el mando después del desastre, recordando que él había sido condenado por el mismo motivo. En marzo de 1942, el recientemente formado Grupo de jefes de personal de Estados Unidos y Reino Unido (JCS) publicó un directorio que señalaba a los miembros del Pacific Theatre of Operations como responsables de esta zona estratégica. Seis días después el Grupo de jefes de personal de los Estados Unidos dividió dicha área en tres partes: Área del Océano Pacífico (POA), Área del suroeste del Pacífico (SWPA) (dirigida por el general Douglas MacArthur) y el Área del sureste del Océano Pacífico (SEPA). El JCS designó a Nimitz comandante en jefe del área del Pacífico del CINCPAC, tomando el control de todas las unidades de las Fuerzas Aliadas, tanto por mar, tierra y aire.
Tan pronto como se le dispusieron el material, las naves y los hombres, y el apoyo de los oficiales de inteligencia: Joseph J. Rochefort y Edwin T. Layton, elaboró sus estrategias y fue trasladado a las acciones ofensivas con brillante conducción y su excepcional labor como estratega, generando un gran optimismo que más tarde no fue defraudado, ya que fue el principal artífice de las victorias en la batalla del Mar del Coral, batalla de Midway y la Campaña de las Islas Salomón.
El 7 de octubre fue designado nuevamente comandante en jefe de la flota del Pacífico y de las áreas del mismo. El 14 de diciembre de 1944 fue aprobado por el congreso el rango de almirante de flota, el más alto de los grados de la Marina de Guerra, y al día siguiente fue nominado por el presidente Franklin Roosevelt, y más tarde designado al puesto con el consentimiento del Senado de los EE. UU., del cual tomó juramento el 19 de diciembre de 1944.
Nimitz también aprobó, con consulta al presidente, la Operación contra Yamamoto, que significó eliminar a su contraparte Isoroku Yamamoto como la pieza vital de la maquinaría bélica japonesa en febrero de 1943.
Ya cerca del final de la Guerra del Pacífico, dirigió el ataque a las Islas Marianas en la batalla de Saipán, infligiendo una derrota decisiva a la flota japonesa en la batalla del Mar de Filipinas, logrando ocupar Saipán, Guam y Tinian. Sus fuerzas lograron aislar al enemigo en las Islas Carolinas este y oeste y asegurarse una rápida sucesión de Peleliu, Angaur y Ulithi. En las Filipinas sus flotas lograron que retrocedieran los grupos de gran alcance de la flota japonesa. La flota del almirante Nimitz culminó su estrategia en Iwo Jima y Okinawa. Además persuadió a la Fuerza Aérea de minar los puertos japoneses utilizando los Boeing B-29, en una operación denominada "Operación Starvation", acción que interrumpió seriamente la logística japonesa. En enero de 1945 Nimitz trasladó la flota del Pacífico desde Pearl Harbor hasta Guam.
Durante la campaña en el océano Pacífico en la Segunda Guerra Mundial fue conocido como "Island Hopper" ("Saltador de islas", debido a su estrategia de no atacar todas las islas con presencia japonesa durante la campaña del Pacífico, sino atacar sólo las más importantes, "saltando" las menos relevantes).
El 2 de septiembre de 1945 Nimitz fue quien puso la firma para los Estados Unidos en la rendición de Japón entregada formalmente a bordo del Missouri en la Bahía de Tokio. El 5 de octubre del mismo año fue establecido el Día de Nimitz, y le fue otorgada su tercera Medalla por Servicio Distinguido de la Armada que le entregó el presidente de los Estados Unidos «por sus excepcionales méritos como comandante en jefe de las Flotas del Pacífico de los Estados Unidos y sus demás subsecuentes».

### Posguerra

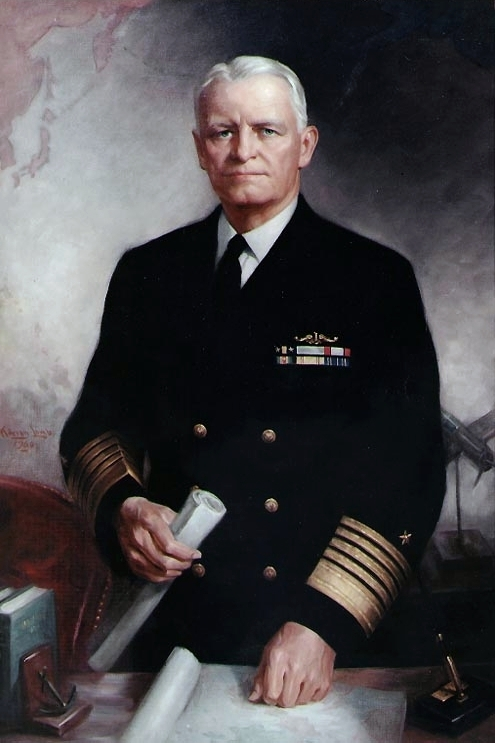
Nimitz como almirante de flota (1960)

El 26 de noviembre de 1945 fue confirmado su nombramiento como Jefe de Operaciones Navales por el senado de los EE. UU. y en diciembre del mismo año relevó al Almirante de Flota Ernest King. Nimitz le aseguró al presidente que estaba dispuesto a servir para el CNO por dos años más como máximo. Con su característica eficacia, abordó la difícil tarea de reducir la Marina de Guerra de más alcance de la historia a apenas una fracción de lo que fue durante la guerra, mientras que estableció y supervisó los programas de mantenimiento de las flotas activas y de reserva con la fuerza y capacitación necesarias para apoyar la política nacional.
En el juicio de la posguerra del Gran Almirante Alemán Karl Dönitz realizado en Núremberg, Nimitz realizó una declaración jurada en apoyo a las prácticas submarinas sin restricciones, que él mismo utilizó en la guerra del Pacífico.

## Inactividad como Almirante de Flota
El 26 de noviembre de 1945 se jubiló de la oficina de Jefe de operaciones Navales. Sin embargo, puesto que el cargo de Almirante de Flota es un puesto de por vida, quedó como "servicio activo" para el resto de su vida, recibiendo el mismo sueldo y ventajas. Se trasladó junto a su esposa Catherine a Berkeley, California, para vivir en un lugar reservado visitando a sus tres hijas y a su hijo, quien estudiaba para Oficial Naval y a sus viejos compañeros de la Marina.
En San Francisco desempeñó labores, sobre todo de índole ceremonial, como ayudante especial de la secretaría de la Marina de Guerra en la frontera occidental. Colaboró en la reconstrucción de las buena relaciones con Japón después de la Segunda Guerra Mundial ayudando a recaudar fondos para la restauración del acorazado de la Armada Imperial Japonesa Mikasa, buque insignia del almirante Heihachiro Togo en la batalla de Tsushima en 1905.
Nimitz Fue nombrado Administrador del Plebiscito de las Naciones Unidas para Cachemira el 31 de diciembre de 1948. Las condiciones para la realización del plebiscito eran que Pakistán abandonara las regiones de Cachemira bajo su control y que la India retirase sus tropas de Cachemira pero debido a los desacuerdos entre las dos naciones con respecto a la desmilitarización el plebiscito no se realizó.
Posteriormente fungió como regente en la Universidad de California entre 1948 y 1956, en la que fue profesor de Ciencias Navales del programa NROTC de Berkeley. El 17 de octubre fue honrado por dicha institución en el Día de Nimitz.
Siempre evitó beneficiarse de la guerra, incluso rechazó escribir su autobiografía, entre otras ofertas con fines lucrativos. Pensaba que no debía sacar beneficio de un hecho que terminó con la muerte de miles de estadounidenses. Además, como en las décadas anteriores había trabajado como constructor de motores diésel, le ofrecieron volver al trabajo por un sueldo 8 veces mayor a la jubilación que recibía de la marina, pero lo rechazó, ya que debía dejar su nombramiento de por vida como almirante de flota.
En 1964 sufrió una seria caída; su mujer lo llevó de urgencia de Berkeley a las instalaciones proporcionadas por la Armada en la Isla de la Yerba Buena en la Bahía de San Francisco. A finales de 1965 Nimitz sufrió serias complicaciones pulmonares. En enero de 1966, cuando los médicos ya podían hacer muy poco por él, decidió trasladarse del Hospital Naval de los Estados Unidos en Oakland, California, para volver a su casa e instalarse en el recinto de la Isla de la Yerba Buena en la Bahía de San Francisco, donde falleció la tarde del 20 de febrero de 1966. Fue enterrado en el Cementerio Nacional Golden Gate de San Bruno el día que habría cumplido 81 años. La autopista interestatal 880 (The Nimitz Freeway), que va del este al sur de la Bahía de San Francisco, fue nombrada en su honor.
Un portaaviones nuclear lleva además su nombre, el USS Nimitz (CVN-68).
Chester tuvo cuatro hijos con su esposa:
- Catherine Vance, nacida en 1914.
- Chester Jr. (1915-2002), su único hijo varón se graduó de la Academia Naval de los Estados Unidos en 1936 y sirvió en el arma de submarinos en la Marina hasta su retiro en 1957, alcanzando después el rango de almirante superior. También fue presidente de la compañía PerkinElmer entre 1969-1980.
- Anna Elizabeth Nimitz (Nancy) (1919-2003), fue una experta en economía soviética en el RAND Corporation desde 1952 hasta su retiro en la década el 80'.
- Mary Aquinas (1931-2006), es la menor de las hermanas. Fue una hermana de la Order of Preachers (orden de predicadores Dominicos), enseñando biología durante 16 años en la Universidad de California, en la que también fue decano académico durante 11 años, presidenta temporaria durante 1 año y vicepresidenta de investigaciones durante 13 años, para luego ser coordinadora de las preparaciones ante estados de emergencia hasta el día de su muerte, el 27 de febrero de 2006 tras perder la batalla contra el cáncer.

## Fechas de designación de rangos
- Guardiamarina - enero de 1905
- Alférez - 7 de enero de 1907
- Teniente Junior - 31 de enero de 1910[1]
- Teniente - 31 de enero de 1910
- Teniente Comandante - 29 de agosto de 1916
- Comandante - 1 de febrero de 1918
- Capitán - 2 de junio de 1927
- Comodoro - (no sostenido)
- Contraalmirante - 23 de junio de 1938[2]
- Vicealmirante - no sostenido.
- Almirante - 31 de diciembre de 1941
- Almirante de la Flota - rango permanente en la Marina de los Estados Unidos desde el 13 de mayo de 1946 hasta el día de su muerte.

## Premios y condecoraciones

### Premios otorgados por Estados Unidos
- Medalla por Servicio Distinguido de la Armada

- Medalla por Servicio Distinguido del Ejército

- Medalla de Plata por Salvar Vidas

- Medalla de la Victoria de la Primera Guerra Mundial

- Medalla por el servicio de defensa.

- Medalla de la campaña asiático-pacífica.

- Medalla de la Campaña Americana

- Medalla de Victoria Segunda Guerra Mundial

### Condecoraciones de países extranjeros
Gran Bretaña
- Caballero gran cruz de honor de la Orden del Baño

- Estrella del Pacífico

Francia
- Gran cruz de la Legión de Honor

Filipinas
- Medalla al Valor

- Medalla de liberación filipina

Países Bajos
- Orden de Orange-Nassau

Grecia
- Orden de George I

China
- Gran Cordón de Pao Ting

Guatemala
- Cruz del Mérito Militar Primera Clase

Cuba
- Gran Cruz de la Orden de Carlos Manuel de Céspedes

Argentina
- Orden del Libertador San Martín

Ecuador
- Orden de Abdón Calderón

Bélgica
- Orden de la Corona

- Croix de guerre

Italia
- Caballero de la Gran Orden

Brasil
- Orden del Mérito Naval